# Eosentomon ankarafantsikaense
Eosentomon ankarafantsikaense är en urinsektsart som beskrevs av Josef Nosek 1978. Eosentomon ankarafantsikaense ingår i släktet Eosentomon och familjen trakétrevfotingar. Inga underarter finns listade i Catalogue of Life.